# Vila Vysoká cesta 24
Vila na Vysoké cestě v Praze 4-Braníku je bývalá rodinná vila postavená na rohu ulic Vysoká cesta a V Podhájí. Stojí na severním konci řady několika rodinných domů postavených v 19. století pod severozápadním svahem kopce. Od 3. května 1958 do 16. srpna 2012 byla chráněna jako nemovitá kulturní památka České republiky pro doklad hodnotné klasicistní příměstské zástavby Braníka z přelomu 18. a 19. století a jako příklad zajímavého zapojení do krajinného charakteru místa.

## Historie
Rodinný dům byl postaven v první čtvrtině 19. století. Dochovalo se z něj pouze obvodové zdivo.

## Popis
Vila stojí v terasovitě upravené zahradě. Původně dvoupodlažní stavba s valbovou střechou měla jednoduchou klasicistní fasádou. V ose fasády se nacházela půdní nástavba, která měla po obou stranách balustrády s vázami. Z prvního patra se vstupovalo na terasu nad drobnou jednopodlažní stavbou v zahradě. Nepodsklepená stavba měla v přízemí zaklenuté prostory.